# Завьялово (Искитимский район)
Завья́лово — село в Искитимском районе Новосибирской области. Входит в состав Быстровского сельсовета.

## География
Село расположено в 75 километрах к западу от города Искитим, в 12 километрах к юго-западу от села Быстровка, на границе Искитимского и Ордынского районов, на берегу реки Каракан, впадающей в 2 километрах от села в Новосибирское водохранилище. Река Каракан перед впадением в водохранилище образует Караканский залив. На другом берегу реки начинается Караканский бор — одно из популярных мест отдыха жителей Новосибирска. Через Каракан построен мост, для автомобильного транспорта доступен также брод на окраине села, выше по течению реки.

## Население
| 1996 | 2002  | 2007  | 2010  |
| ---- | ----- | ----- | ----- |
| 1268 | ↘1038 | ↗1649 | ↘1124 |

## Инфраструктура
Средняя образовательная школа № 311, детский сад.

## Транспорт
Село связано регулярным автобусным сообщением с Новосибирском и Искитимом.

## Русская православная церковь
Церковь Покрова Пресвятой Богородицы. На 2000 год была второй по величине церковью области. Однопрестольная кирпичная церковь была построена в 1882 — 1896 годах на средства купца И. Богомолова, освящена 25 августа 1897 года. В 1907 году при церкви была открыта церковно-приходская школа. Церковь была закрыта в 1930-е годы, её здание использовалось как зернохранилище, позднее был оборудован сельский краеведческий музей. Вновь открыта в конце XX века. В настоящее время является памятником архитектуры. Фасады церкви декорированы элементами фигурной клади, на стенах сохранились фрески с изображением святых Митрофана Воронежского  и Симеона Верхотурского.
Покровский мужской монастырь. Основан 17 июля 1997 года при храме Покрова Пресвятой Богородицы.

## Достопримечательности
Городище эпохи неолита недалеко от села на берегу водохранилища. Представляет собой памятник переходного периода от бронзового века к железному и относится к VII—VI векам до н. э. В городище были найдены обломки глиняной посуды, отпечатки ткани, наконечники стрел, копья и дротики. Раскопки вели археологи Института археологии СО РАН, находки были переданы в Новосибирский краеведческий музей. В окрестностях села также находится ещё несколько памятников археологии — древние поселения и могильники.